# Kreis Adenau
Der Kreis Adenau war eine im Jahr 1816 vom Königreich Preußen geschaffene Verwaltungseinheit, die im Gebiet des heutigen Rheinland-Pfalz lag. Administrativ war er dem preußischen Regierungsbezirk Koblenz in der 1822 gebildeten Rheinprovinz zugehörig.
Zum Kreis Adenau gehörte in etwa das Gebiet der heutigen Verbandsgemeinden Adenau und Kelberg sowie einige daran angrenzende Ortschaften. Der Kreis wurde am 30. September 1932 auf Grund der „Verordnung über die Neugliederung von Landkreisen vom 1. August 1932“ aufgelöst. Die Ämter bzw. Gemeinden wurden den Kreisen Ahrweiler und Mayen zugeordnet.

## Geschichte
Nachdem das Königreich Preußen im Jahre 1815 auf dem Wiener Kongress das Rheinland und damit auch Teile des von 1794 bis 1814 unter französischer Verwaltung stehenden linksrheinische Gebietes zugesprochen bekommen hatte, wurden am 22. April 1816 in den beiden rheinischen Provinzen sechs Regierungsbezirke eingerichtet. Am 14. Mai 1816 wurde im Amtsblatt der Bezirksregierung zu Coblenz die Einteilung des Regierungsbezirks Koblenz in 16 Kreise veröffentlicht, von denen einer der Kreis Adenau war. Von 1822 an gehörte der Regierungsbezirk Koblenz und der Kreis Adenau zu der damals neu geschaffenen Rheinprovinz.
Bezogen auf die Besitzverhältnisse vor 1794 bestand der Kreis aus Teilen des Kurfürstentums Köln und des Herzogtums Arenberg sowie aus der Grafschaft Virneburg. Während der französischen Verwaltung war das Gebiet von 1798 bis 1814 als Kanton Adenau im Arrondissement Bonn dem Rhein-Mosel-Département zugeordnet.
Zum Kreis Adenau gehörten eine Stadt (Adenau), drei Flecken (Aremberg, Virneburg, Kelberg), 63 Dörfer, 56 Weiler sowie 93 einzeln stehende Höfe und Mühlen. Die preußische Statistik von 1828 zählte zum Kreis zwei Schlösser, 25 katholische Kirchen und 81 Kapellen, 77 öffentliche Gebäude, 37 katholische Elementarschulen und zwei Fabriken.
Der Kreis war zunächst in fünf, später in sechs Bürgermeistereien eingeteilt:
- Bürgermeisterei Adenau mit der Stadt Adenau, 23 Dörfern, neun Weilern, vier Höfen und vier Mühlen; 1828 lebten hier 7590 Einwohner. Aus der Bürgermeisterei Adenau wurde etwa 1840 die Bürgermeisterei Brück ausgegliedert.
- Bürgermeisterei Aremberg mit dem Flecken Aremberg, sieben Dörfern, 16 Weilern und sieben Mühlen; 1828 lebten hier 3977 Einwohner. Der Sitz der Bürgermeisterei war in Antweiler.
- Bürgermeisterei Virneburg mit dem Flecken Virneburg, 10 Dörfern, 13 Weilern, fünf Höfen und zwei Mühlen; 1828 lebten hier 3310 Einwohner.
- Bürgermeisterei Kelberg mit dem Flecken Kelberg, 19 Dörfern, 11 Weilern, sieben Höfen und sechs Mühlen, welche 1828 zusammen 3478 Einwohner hatten.
- Bürgermeisterei Kempenich mit vier Dörfern, sechs Weilern, zwei Höfen und vier Mühlen, welche 1828 zusammen 2122 Einwohner hatten.

Die Bürgermeistereien bestanden bis 1927 und wurden dann in Ämter umbenannt.
Der Kreis Adenau wurde am 30. September 1932 auf Grund der „Verordnung über die Neugliederung von Landkreisen vom 1. August 1932“ aufgelöst. Die Gemeinden der Ämter Adenau, Antweiler und Brück wurden dem Kreis Ahrweiler, die Gemeinden der Ämter Kelberg (mit Ausnahme der Gemeinden Nürburg, Meuspath und Müllenbach), Kempenich und Virneburg dem Kreis Mayen zugeordnet.

## Einwohnerentwicklung
| Jahr | Einwohner | Quelle |
| ---- | --------- | ------ |
| 1816 | 18.907    | [ 5 ]  |
| 1838 | 22.804    | [ 6 ]  |
| 1871 | 20.965    | [ 7 ]  |
| 1885 | 21.515    | [ 7 ]  |
| 1900 | 22.291    | [ 8 ]  |
| 1910 | 26.322    | [ 8 ]  |
| 1925 | 25.153    | [ 8 ]  |

## Landräte
| 1816–1825: | Willibrord Köller                |
| 1825:      | Anton Haas (vertretungsweise)    |
| 1825–1829: | Hans Karl Heuberger              |
| 1829:      | Cornelius Metten (auftragsweise) |
| 1829–1848: | Christian Gattermann             |
| 1848:      | Heinrich Jaeger (auftragsweise)  |
| 1848–1867: | Anton Fonck                      |
| 1867:      | Heinrich Thüring (auftragsweise) |
| 1867–1872: | Alexander Halm                   |
| 1872:      | Hugo Strom (kommissarisch)       |
| 1872–1874: | Theodor Dillenburger             |
| 1874–1884: | Clemens August Heckmann          |
| 1884–1891: | Richard von Doemming             |
| 1891–1898: | Hermann von Kruse                |
| 1899–1912: | Wilhelm Scherer                  |
| 1912–1917: | Heinrich Schellen                |
| 1917–1919: | Erich Klausener                  |
| 1919–1923: | Friedrich Gorius                 |
| 1924–1932: | Otto Creutz                      |

## Zugehörige Gemeinden
Zum Kreis Adenau gehörten 1932 insgesamt 107 Gemeinden:
- Acht
- Adenau
- Antweiler
- Arbach
- Aremberg
- Arft
- Baar
- Barweiler
- Bauler
- Bereborn
- Berenbach
- Blindert, 1970 nach Hümmel eingemeindet
- Bodenbach
- Bongard
- Borler
- Breidscheid, 1952 nach Adenau eingemeindet
- Brück, 1969 nach Ahrbrück eingemeindet
- Brück, 1974 nach Dreis-Brück eingemeindet
- Dankerath
- Denn, heute Ortsteil von Ahrbrück
- Dorsel
- Drees
- Dümpelfeld
- Eichenbach
- Engeln, 1979 nach Kempenich eingemeindet
- Fuchshofen
- Gelenberg
- Gilgenbach, 1970 nach Leimbach eingemeindet
- Gunderath
- Hannebach, heute Ortsteil von Spessart
- Harscheid
- Hausen, heute Höchstberg
- Hausten
- Herresbach
- Herschbach, heute Ortsteil von Kaltenborn
- Herschbroich
- Hoffeld
- Honerath
- Hönningen
- Horperath
- Hörschhausen
- Hümmel
- Hünerbach, 1970 nach Kelberg eingemeindet
- Insul
- Jammelshofen, 1970 nach Kaltenborn eingemeindet
- Kaltenborn
- Kaperich
- Kelberg
- Kempenich
- Kesseling
- Kirsbach
- Kolverath
- Köttelbach, 1970 nach Kelberg eingemeindet
- Kottenborn
- Kötterichen
- Langenfeld
- Langscheid
- Lederbach, heute Ortsteil von Hohenleimbach
- Leimbach
- Leimbach, heute Hohenleimbach
- Liers, 1972 nach Hönningen eingemeindet
- Lirstal
- Lind
- Lückenbach, 1976 nach Dümpelfeld eingemeindet
- Mannebach
- Meuspath
- Mosbruch
- Müllenbach
- Müsch
- Niederadenau, 1976 nach Dümpelfeld eingemeindet
- Nitz
- Nohn
- Nürburg
- Oberelz
- Obliers, 1971 nach Lind eingemeindet
- Ohlenhard
- Pitscheid, 1970 nach Hümmel eingemeindet
- Plittersdorf, 1971 nach Lind eingemeindet
- Pomster
- Pützfeld, 1969 nach Ahrbrück eingemeindet
- Quiddelbach
- Reifferscheid
- Reimerath
- Retterath
- Rodder
- Rothenbach, 1970 nach Kelberg eingemeindet
- Sassen
- Schuld
- Senscheid
- Siebenbach
- Sierscheid
- Spessart
- Staffel, 1972 nach Kesseling eingemeindet
- Trierscheid
- Uersfeld
- Ueß
- Virneburg
- Wabern, heute Ortsteil von Weibern
- Weibern
- Weidenbach
- Welcherath
- Welschenbach
- Wershofen
- Wiesemscheid
- Wimbach
- Winnerath
- Wirft mit Kirmuthscheid
- Zermüllen, 1970 nach Kelberg eingemeindet